# Glee: The Music, Volume 1
Glee: The Music, Volume 1 es el álbum debut de la banda sonora del elenco de la serie de televisión musical estadounidense Glee, transmitida por la cadena Fox en Estados Unidos, México y España.El álbum recibió críticas mixtas de los medios gráficos.Glee: The Music, Volume 1 llegó al número uno en listas de ventas en Irlanda y el Reino Unido, y alcanzó el puesto número tres en Australia y número cuatro en Canadá y los Estados Unidos, fue disco de platino en estos cinco países.
Todas las pistas que no son bonus del álbum se han lanzado como singles digitales. El sencillo de debut del reparto, una versión de "Don't Stop Believin" de Journey, se ubicó entre los cinco primeros en muchos países y ha vendido más de un millón de copias en los Estados Unidos. Otros sencillos de alto perfil y éxitos de ventas incluyen las versiones de "Somebody to Love" de Queen, "Sweet Caroline" de Neil Diamond y "Defying Gravity" del musical Wicked. Glee Live! In Concert! mostró al elenco de gira por los Estados Unidos en la promoción de la primera temporada de la serie y sus lanzamientos musicales. El álbum recibió una nominación para el premio Grammy por Mejor Álbum de Banda Sonora Compilación para una Película, Televisión u otros medios visuales para la ceremonia de 2011.

## Desarrollo
Glee debutó en los Estados Unidos en el canal de televisión Fox el 19 de mayo de 2009. El creador de la serie, Ryan Murphy planeó incluir de cinco a ocho canciones por episodio, con la esperanza de poder lanzar banda sonoras de forma mensual.  En la semana previa a la emisión del episodio piloto, Murphy dijo que siete discográficas habían hecho ofertas para lanzar la primera banda sonora de la serie. El número de discográficas candidatas se redujo a cuatro, pero finalmente, Fox llegó a un acuerdo con Columbia Records.
Murphy es el responsable de escoger las canciones. Varios artistas ofrecieron sus canciones para ser versionadas en la serie, por ejemplo, Rihanna ofreció a la serie la canción "Take a Bow". Neil Diamond mostró su reparo para dejar su canción "Sweet Caroline", pero tras llegar a un acuerdo, también les dio la licencia de la canción Hello Again, que fue usada también.
En mayo de 2010, el elenco de Glee emprendió una gira por Estados Unidos titulada "Glee Live! In Concert!", interpretando pistas de versiones musicales de la primera temporada. De Glee: The Music, Volume 1, "Don't Stop Believin'g", "Push It", "Sweet Caroline", "Defying Gravity", "Bust Your Windows" y "Dancing with Myself" fueron incluidos en la lista de canciones, con "Somebody to Love".

## Recepción

### Críticas
Metacritic le dio al álbum un promedio Metascore basados en las reflexiones señalados por ocho análisis de críticos de un 60 por ciento, con el resultado de críticas mixtas o divididas. Tanto Both Emma de The Daily Telegraph y Christopher John Farley, de The Wall Street Journal expresó su aprobación de los arreglos corales, aunque reseña del Wall observó que algunas de las baladas carecen de potencia sin su contexto episódico. Farley agradeció el "trasfondo emocional" dado al álbum de la serie de televisión, la escritura que sería "evocar gratos recuerdos de los episodios favoritos" para los aficionados de Glee. Se encuentran las mejores canciones para ser los que no parecen" demasiado pulido, dándoles una apelación karaoke.  De la revista Entertainment Weekly Leah Greenblatt escribió que la banda sonora es esencialmente un disco karaoke, la descripción de las canciones como "sin pedir disculpas sinceras" -una serie perfecta el ingenio subversivo, pero con "una especie de vértigo de vamos a poner en un espectáculo me encanto". Mikael Wood de Billboard  considera a los temas más exitosos aquellos que parecen menos adecuadas para la serie, como las baladas de rock como "Don't Stop Believin" y "Can't Fight This Feeling".Wood comentó que "Take a Bow" y "Bust Your Windows" también son agradables, pero "carecen de una cierta venganza para la conquista de los nerds"."

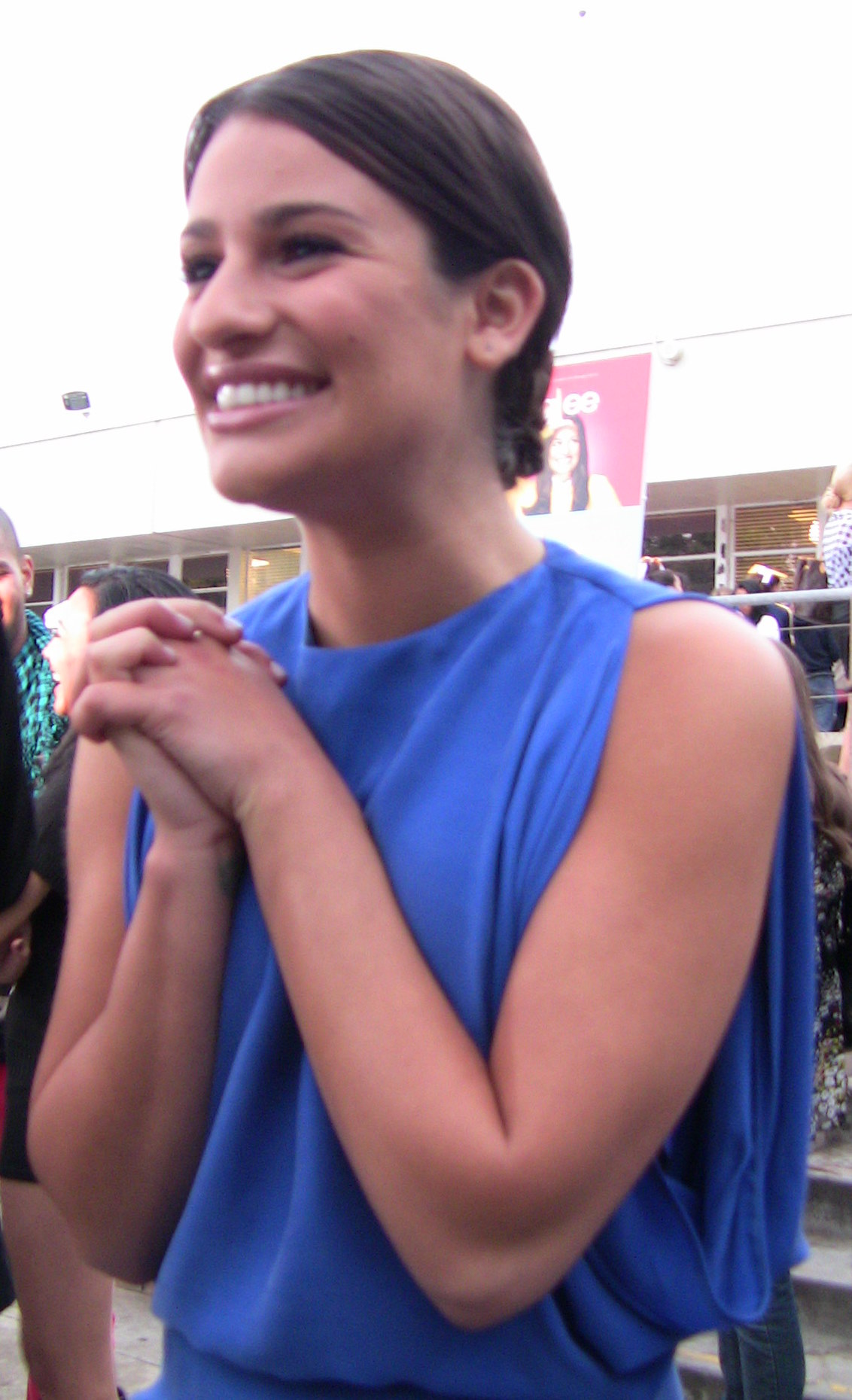
La voz de Lea Michele (imagen) fue recibida con buenas críticas por los revisores.

Andy Gill de The Independent era apática hacia el álbum, él también considera "karaoke-pop". Él elogió la interpretación de Riley de "Bust Your Windows", que calificó de "momento más convincente" del álbum, pero criticó el rap de Morrison como "el menos convincente [...] en la grabación de la historia ". Gill encontró la versión de Agron "You Keep Me Hangin'On" para ser "irritantemente desconocido", pero por lo demás se sentía el álbum contenía poco de nota, ya sea positivo o negativo. Jon Dolan de Rolling Stone compartió los sentimientos de Gill con respecto a rapear de Morrison y Riley de "Bust Your Windows", también considerando "Don't Stop Believin" "un momento de triunfo contra el cual la resistencia es inútil."  Dan Cairns de The Times describió el álbum como "emoción del espectáculo de talentos".
Andrew Leahey de Allmusic opinó que algunos de los miembros del reparto son mejores actores que los vocalistas, pero dio alabanza particular a las canciones de Michele, lo que sugiere que la banda sonora es en gran parte una muestra de su talento, y que supera a la mayoría de los artistas originales. Brian Linder de IGN describió al álbum como tener "un espíritu irreverente atractivo que un sello por la seriedad del mismo modo que comienza a abrumar". Linder acordó que Morrison no sobresale como un maestro de ceremonias, pero aun así encontró a sus intentos de rapear algo atractivo. Se aprobó en general de la lista de canciones, pero se encontró con las canciones más antiguas, como "Sweet Caroline" y "Say a Little Prayer" carente de resonancia, y nombrado "Keep Holding On" como el desempeño más débil. Linder elogió la voz de Riley y Michele, y la mayoría disfrutó de las canciones de "Somebody to Love" y "Keep Holding On", lo que sugiere que esta última supera a la versión original.  Alexis Petridis de The Guardian comentó que el álbum requiere una suspensión de incredulidad, atribuyendo algunas críticas negativas de los críticos de Estados Unidos a su incapacidad para aceptar la ilusión de la serie. Petridis crítica con "Dancing With Myself", "Sweet Caroline", "Gold Digger", "Somebody to Love" y "Alone" favorablemente, pero como con Gill y Linder estaban molestas con "You Keep Me Hangin' On", que ella considera suave y aburrido. Petridis escribió que el álbum no funciona del todo en sí mismo, separado de la serie de televisión, pero llegó a la conclusión de que para los oyentes dispuestos a aceptar la presunción, "la banda sonora de Glee casi hace honor a su título".

### Rendimiento comercial
Glee: The Music, Volume 1 debutó en el número 4 en el Billboard 200, vendiendo 113.000 copias en su primera semana. El álbum fue disco de oro por 500.000 ventas realizadas. Este premio fue entregado por la Recording Industry Association of America el 4 de diciembre de 2009. En Reino Unido, el álbum entró en el Top 75 tres semanas antes de su lanzamiento oficial. En Australia, alcanzó el número 3, y fue certificado álbum de platino por 70.000 copias vendidas. Alcanzó el 4 en Canadá y fue certificado oro por 50.000 unidades vendidas. También alcanzó el 1 en Irlanda, el 8 en Nueva Zelanda.

## Sencillos
Cada una de las canciones incluidas en Glee: The Music, Volume 1, a excepción de los bonus tracks, fueron lanzados como sencillos, disponibles para su descarga. A lo largo de los 51 años de historia de Billboard, Glee ha sido la décima serie que ha entrado en sus listas, gracias al lanzamiento de sus sencillos. Su sencillo début, Don't Stop Believin', se posicionó en el quinto lugar en Australia, en el cuarto lugar en Estados Unidos e Irlanda y en el segundo lugar en el Reino Unido. En Estados Unidos, durante la primera semana del lanzamiento 177.000 mil copias de la canción fueron vendidas. Su debut en cuarto lugar, superó al noveno lugar obtenido por la banda original, Journey.
El 12 de abril de 2010, Yahoo Music publicó una lista de las diez canciones más populares de Glee, sobre la base de descarga de datos de Nielsen SoundScan. De los diez sencillos más vendidos, ocho se incluyen en Glee: The Music, Volume 1: "Don't Stop Believin'", "Defying Gravity" (335,000) "Somebody to Love"  (315,000 ejemplares), "Take a Bow" (181.000), "Sweet Caroline" (187.000), "Keep Holding On" (166.000), "Taking Chances" (163.000), y "Alone" (159.000).  "Take a Bow" llegó al número 46 en América, con 53.000 copias vendidas en su primera semana de lanzamiento. Las ventas de la versión original de Rihanna aumentaron un 189% después de la canción fuera versionada en el episodio "Showmance". Las ventas de la versión de Queen de "Somebody to Love" aumentaron de 2.000 a 6.000 descargas tras el lanzamiento de la versión de Glee.

## Lista de canciones
| N.º   | Título                                        | Escritor(es)                                                                                                 | Artista original(es)                                   | Duración |  |
| 1.    | «Don't Stop Believin'»                        | Jonathan Cain, Steve Perry, Neal Schon                                                                       | Journey                                                | 3:50     |  |
| 2.    | «Can't Fight This Feeling»                    | Kevin Cronin                                                                                                 | REO Speedwagon                                         | 3:29     |  |
| 3.    | «Gold Digger»                                 | Kanye West, Ray Charles, Renald Richard                                                                      | Kanye West junto a Jamie Foxx                          | 3:00     |  |
| 4.    | «Take a Bow»                                  | Ne-Yo, Tor Erik Hermansen, Mikkel Storleer Eriksen                                                           | Rihanna                                                | 3:35     |  |
| 5.    | «Bust Your Windows»                           | Jazmine Sullivan, Salaam Remi, DeAndre Way                                                                   | Jazmine Sullivan                                       | 4:19     |  |
| 6.    | «Taking Chances»                              | Kara DioGuardi, David A. Stewart                                                                             | Celine Dion                                            | 3:55     |  |
| 7.    | «Alone» (junto a Kristin Chenoweth)           | Billy Steinberg, Tom Kelly                                                                                   | Heart                                                  | 3:40     |  |
| 8.    | «Maybe This Time» (junto a Kristin Chenoweth) | John Kander, Fred Ebb                                                                                        | Liza Minnelli en la película Cabaret                   | 2:57     |  |
| 9.    | «Somebody to Love»                            | Freddie Mercury                                                                                              | Queen                                                  | 4:43     |  |
| 10.   | «Hate on Me»                                  | Jill Scott, Adam Blackstone, Steve McKie                                                                     | Jill Scott                                             | 3:30     |  |
| 11.   | «No Air»                                      | James Fauntleroy II, Eric "Blue Tooth" Griggs, Harvey Mason, Jr., Damon Thomas, Steve Russell, Michael Scala | Jordin Sparks and Chris Brown                          | 4:23     |  |
| 12.   | «You Keep Me Hangin' On»                      | Holland-Dozier-Holland                                                                                       | The Supremes                                           | 2:40     |  |
| 13.   | «Keep Holding On»                             | Avril Lavigne, Lukasz Gottwald                                                                               | Avril Lavigne                                          | 4:04     |  |
| 14.   | «Bust a Move»                                 | Marvin Young, Matt Dike, Michael Ross                                                                        | Young MC                                               | 4:24     |  |
| 15.   | «Sweet Caroline»                              | Neil Diamond                                                                                                 | Neil Diamond                                           | 1:58     |  |
| 16.   | «Dancing with Myself»                         | Billy Idol, Tony James                                                                                       | Generation X / Billy Idol                              | 3:10     |  |
| 17.   | «Defying Gravity»                             | Stephen Schwartz                                                                                             | Idina Menzel, Kristin Chenoweth, y el elenco de Wicked | 2:21     |  |
| 60:13 |                                               | |                                                        |          |  |

| iTunes Store bonus track |                         |                           |                      |          |  |
| N.º                      | Título                  | Escritor(es)              | Artista original(es) | Duración |  |
| 18.                      | «I Say a Little Prayer» | Burt Bacharach, Hal David | Dionne Warwick       | 1:40     |  |

| Target bonus tracks |                                 |                                  |                                          |          |  |
| N.º                 | Título                          | Escritor(es)                     | Artista original(es)                     | Duración |  |
| 18.                 | «I Wanna Sex You Up»            | Dr. Freeze                       | Color Me Badd                            | 2:06     |  |
| 19.                 | «I Could Have Danced All Night» | Frederick Loewe, Alan Jay Lerner | Julie Andrews en el musical My Fair Lady | 1:23     |  |
| 20.                 | «Leaving on a Jet Plane»        | John Denver                      | John Denver                              | 4:03     |  |

| Wal-Mart bonus tracks |                                      |                                     |                               |          |  |
| N.º                   | Título                               | Escritor(es)                        | Artista original(es)          | Duración |  |
| 18.                   | «Take a Bow» (Versión karaoke)       | Ne-Yo, T.E. Hermansen, M.S. Eriksen | Rihanna                       | 3:35     |  |
| 19.                   | «Gold Digger» (Versión karaoke)      | West, Charles, Richard              | Kanye West junto a Jamie Foxx | 3:00     |  |
| 20.                   | «Somebody to Love» (Versión karaoke) | Mercury                             | Queen                         | 4:43     |  |

## Créditos

### Créditos de presentación
- Voces principales: Dianna Agron, Chris Colfer, Kevin McHale, Lea Michele, Cory Monteith, Matthew Morrison, Amber Riley, Mark Salling, Jenna Ushkowitz.
- Voces invitadas: Kristin Chenoweth.
- Voces adicionales: Adam Anders, Kamari Copeland, Tim Davis, Emily Gómez, Nikki Hassman, David Loucks, Chris Mann, Zac Poor, Jasper Randall, Windy Wagner.
- Productores ejecutivos: Brad Falchuk, Dante DiLoreto.
- Productores: Adam Anders, Peer Åström, Dante DiLoreto, Brad Falchuk, James Levine, Ryan Murphy
- Productores de la banda sonora: Adam Anders, Ryan Murphy.
- Mezcla: Peer Åström.
- Compositores: Lamont Dozier, Freddie Mercury.
- Coordinadores: Heather Guibert, Robin Koehler, Meaghan Lyons

### Créditos técnicos
- Ingenieros: Adam Anders, Peer Åström, Dan Marnien, Ryan Peterson.
- Arreglos vocales: Adam Anders, Tim Davis.
- Contratista: Tim Davis.
- Masterización: Louie Terán.

### Crédito en carátula
- Dirección artística: David Bett, Maria Paula Marulanda.
- Diseño: David Bett, Maria Paula Marulanda
- Diseño de carátula: Jeannette Kaczorowski.

## Listas y certificaciones
| Canadá         | Canadian Albums Chart | 4  |
| Estados Unidos | US Billboard 200      | 4  |
| México         | Mexican Albums Chart  | 37 |

| Australia     | Australian Albums Chart  | 3 |
| Nueva Zelanda | New Zealand Albums Chart | 8 |

| Estados Unidos | US Billboard Soundtracks | 1 |

| Países Bajos | Dutch Albums Chart              | 9  |
| Bélgica      | Belgian Albums Chart (Wallonia) | 34 |
| España       | Spanish Albums Chart            | 69 |
| Irlanda      | Irish Albums Chart              | 1  |
| Reino Unido  | UK Albums Chart                 | 1  |

| Japón | Japanese Albums Chart | 80 |

| Alemania | German Album Charts             | 21 |
| Austria  | Austrian Albums Chart           | 34 |
| Bélgica  | Belgian Albums Chart (Flanders) | 69 |
| Francia  | French Albums Chart             | 52 |
| Italia   | Italian Compilations Chart      | 13 |
| Polonia  | Polish Albums Chart             | 47 |
| Suiza    | Swiss Albums Chart              | 48 |

| Estados Unidos | US Billboard 200 | 183 |

| Australia     | Australian Albums Chart  | 40 |
| Nueva Zelanda | New Zealand Albums Chart | 38 |

| Canadá         | Canadian Albums Chart    | 27 |
| Estados Unidos | US Billboard 200         | 23 |
| Estados Unidos | US Billboard Soundtracks | 2  |
| México         | Mexican Albums Chart     | 54 |

| Europa      | European Top 100 Albums | 68 |
| Irlanda     | Irish Albums Chart      | 11 |
| Reino Unido | UK Albums Chart         | 22 |

| Australia | Australian Albums Chart | 31 |

### Certificaciones
| Australia      | ARIA  | 2 x platino |
| Canadá         | CRIA  | Platino     |
| Estados Unidos | RIAA  | Platino     |
| Irlanda        | IRMA  | 3 x platino |
| Nueva Zelanda  | RIANZ | Platino     |
| Reino Unido    | BPI   | Platino     |

## Lanzamiento
| País           | Fecha                   | Formato                               | Ref.          |
| -------------- | ----------------------- | ------------------------------------- | ------------- |
| Sudáfrica      | 2 de noviembre de 2009  | Disco compacto (CD)                   | [ 60 ]        |
| Canadá         | 3 de noviembre de 2009  | Disco compacto (CD), descarga digital | [ 61 ] [ 62 ] |
| Estados Unidos | 3 de noviembre de 2009  | Disco compacto (CD), descarga digital | [ 63 ]        |
| México         | 3 de noviembre de 2009  | Disco compacto (CD), descarga digital | [ 64 ] [ 65 ] |
| Nueva Zelanda  | 3 de noviembre de 2009  | Disco compacto (CD), descarga digital | [ 66 ] [ 67 ] |
| Países Bajos   | 3 de noviembre de 2009  | Disco compacto (CD), descarga digital | [ 68 ] [ 69 ] |
| Australia      | 6 de noviembre de 2009  | Disco compacto (CD), descarga digital | [ 70 ] [ 71 ] |
| Bélgica        | 6 de noviembre de 2009  | Disco compacto (CD)                   | [ 72 ]        |
| Brasil         | 20 de noviembre de 2009 | Disco compacto (CD), descarga digital | [ 73 ] [ 74 ] |
| Japón          | 15 de diciembre de 2009 | Disco compacto (CD)                   | [ 75 ]        |
| Irlanda        | 4 de enero de 2010      | Disco compacto (CD), descarga digital | [ 76 ] [ 77 ] |
| Taiwán         | 15 de enero de 2010     | Disco compacto (CD)                   | [ 78 ]        |
| Reino Unido    | 15 de febrero de 2010   | Disco compacto (CD), descarga digital | [ 79 ]        |
| España         | 16 de marzo de 2010     | Disco compacto (CD), descarga digital | [ 80 ] [ 81 ] |
| Italia         | 26 de enero de 2011     | Disco compacto (CD), descarga digital | [ 82 ]        |